# تاتیانا هوسپیان
تاتیانا لوونی هوسپیان (ارمنی: Տատյանա Լևոնի Հովսեփյան؛ انگلیسی: Tatyana Hovsepyan؛ زادهٔ ۲۸ مهٔ ۱۹۲۶) پزشک و چشم‌پزشک اهل ارمنستان است.

## زندگی‌نامه
وی در ۲۸ مه ۱۹۲۶ در گالاتسی به دنیا آمد و از دانشگاه پزشکی دولتی ایروان فارغ‌التحصیل گشت. وی خواهر لیا اوسیپیان می‌باشد.

## یادداشت
1. ↑  բժշկական գիտությունների դոկտոր